# Jimmer Fredette
James Taft « Jimmer » Fredette, né le 25 février 1989 à Glens Falls dans l'État de New York, est un joueur américain de basket-ball évoluant aux postes d'arrière et de meneur. Il mesure 1,85 m.

## Carrière universitaire

### Statistiques
Les statistiques en matchs universitaires de Jimmer Fredette sont les suivants :
| Année     | Équipe        | Matches | Titul. | Min./m. | %tir | %3pts | %l-f | rbds/m. | pass/m. | int/m. | ctr/m. | pts/m. |
| --------- | ------------- | ------- | ------ | ------- | ---- | ----- | ---- | ------- | ------- | ------ | ------ | ------ |
| 2007-2008 | Brigham Young | 35      | 0      | 18,4    | 40,7 | 33,6  | 85,4 | 1,06    | 1,74    | 0,77   | 0,09   | 6,97   |
| 2008-2009 | Brigham Young | 33      | 32     | 33,0    | 48,0 | 38,2  | 84,7 | 2,97    | 4,09    | 1,52   | 0,09   | 16,24  |
| 2009-2010 | Brigham Young | 34      | 33     | 31,1    | 45,8 | 44,0  | 89,2 | 3,09    | 4,68    | 1,21   | 0,15   | 22,09  |
| 2010-2011 | Brigham Young | 37      | 37     | 35,8    | 45,2 | 39,6  | 89,4 | 3,46    | 4,32    | 1,32   | 0,03   | 28,86  |
| Total     |               | 139     | 102    | 29,6    | 45,5 | 39,4  | 88,2 | 2,65    | 3,71    | 1,20   | 0,09   | 18,70  |

## Carrière NBA

### Kings de Sacramento (2011-fév. 2014)
Le 23 juin 2011, il est choisi en dixième position de la draft 2011 par les Bucks de Milwaukee avant d'être transféré dans la foulée aux Kings de Sacramento.
Durant la saison 2012-2013, il doit jouer meneur par défaut.
Avant la draft 2013, les Kings ont envisagé de le transférer au Jazz de l'Utah contre un premier tour de draft. Mais ce transfert ne se fait pas et il n'est pas non plus recruté par les Cavaliers de Cleveland, un temps intéressé, durant l'intersaison.
En novembre 2013, les Kings ne lèvent pas l'option sur Fredette.
Le 8 janvier 2014, on parle d'un éventuel transfert qui envoie Fredette aux Nuggets de Denver.
Le 25 février 2014, les Kings envisagent de le couper et il est officiellement licencié le lendemain,.

### Bulls de Chicago (2014)
Les Bulls et les Cavaliers se montrent intéressés par la venue de Fredette. Bien qu'il soit apprécié en Utah, le Jazz de l'Utah n'est pas intéressé par Fredette. Le 28 février, il signe avec les Bulls.
Le 2 mars 2014, il s'engage avec les Bulls de Chicago.

### Pelicans de La Nouvelle-Orléans (2014-2015)
Le 24 juillet 2014, il signe avec les Pelicans de La Nouvelle-Orléans où il retrouve deux de ses anciens coéquipiers aux Kings de Sacramento, Tyreke Evans et John Salmons.
Le 22 juillet 2015, il signe avec les Spurs de San Antonio pour le camp d'entraînement et tenter de se faire une place dans l'effectif texan. Toutefois, il est coupé par les Spurs le 21 octobre 2015 après avoir disputé deux rencontres de présaison.

### Knicks de Westchester (2015-2016)
Le 31 octobre 2015, Fredette est sélectionné par les Knicks de Westchester en 2e position de la Draft de la NBA D-League 2015. Le 9 novembre 2015, il retourne chez les Pelicans. Le 19 novembre, il est coupé par les Pelicans.
Le 28 novembre 2015, il retourne chez les Knicks de Westchester en D-League. Le 30 novembre, pour son premier match avec les Knicks, il marque 37 points et distribue 8 passes décisives. Le 13 février 2016, il est nommé MVP du All-Star Game de D-League avec 35 points à la fin de la rencontre.

### Knicks de New York (février-mars 2016)
Le 19 février 2016, il signe un contrat de dix jours avec les Knicks de New York. Le 2 mars, il n'est pas conservé et son contrat n'est pas renouvelé.

### Shanghai Sharks (2016-2019)
Le 2 août 2016, il part en Chine chez les Shanghai Sharks.
Lors de la saison 2016-2017, Fredette est le meilleur marqueur du championnat chinois avec 37,6 points par rencontre et le MVP non-chinois de la saison.
Le 23 juillet 2017, il prolonge son contrat en Chine.
Lors de la saison 2018-2019, Fredette est le meilleur marqueur du championnat chinois avec 36,9 points par rencontre.

### Suns de Phoenix (mars - juillet 2019)
Le 21 mars 2019, il revient en NBA en signant chez les Suns de Phoenix jusqu'à la fin de la saison NBA 2018-2019.

### Panathinaïkos (juillet 2019 - été 2020) et retour à Shanghai
Le 9 juillet 2019, il signe pour deux saisons avec le Panathinaïkos. En juillet 2020, le Panathinaïkos fait savoir que le contrat de Fredette (qui doit courir aussi sur la saison 2020-2021) est trop cher pour le club et que ce dernier souhaite s'en débarrasser. Fredette rejoint peu après les Sharks de Shanghai.

### Statistiques
| Année     | Équipe              | Matches | Titul. | Min./m. | %tir | %3pts | %l-f  | rbds/m. | pass/m. | int/m. | ctr/m. | pts/m. |
| --------- | ------------------- | ------- | ------ | ------- | ---- | ----- | ----- | ------- | ------- | ------ | ------ | ------ |
| 2011-2012 | Sacramento          | 61      | 7      | 18,6    | 38,6 | 36,1  | 83,3  | 1,20    | 1,79    | 0,49   | 0,05   | 7,57   |
| 2012-2013 | Sacramento          | 69      | 0      | 14,0    | 42,1 | 41,7  | 85,9  | 1,03    | 1,35    | 0,45   | 0,04   | 7,16   |
| 2013-2014 | Sacramento          | 41      | 0      | 11,3    | 47,5 | 49,3  | 89,5  | 1,10    | 1,49    | 0,34   | 0,07   | 5,88   |
| 2013-2014 | Chicago             | 8       | 0      | 6,9     | 44,8 | 36,4  | 100,0 | 0,88    | 0,38    | 0,00   | 0,00   | 4,00   |
| 2014-2015 | La Nouvelle-Orléans | 50      | 0      | 10,2    | 38,0 | 18,8  | 95,6  | 0,80    | 1,16    | 0,30   | 0,04   | 3,56   |
| 2015-2016 | La Nouvelle-Orléans | 4       | 0      | 3,1     | 25,0 | 0,0   | 0,0   | 0,00    | 0,25    | 0,25   | 0,00   | 0,50   |
| Total     |                     | 233     | 7      | 13,5    | 41,1 | 38,0  | 87,8  | 1,01    | 1,39    | 0,39   | 0,05   | 6,05   |

### Records sur une rencontre en NBA
Les records personnels de Jimmer Fredette, officiellement recensés par la NBA sont les suivants :
| Type de statistique        | Saison régulière | Saison régulière                                | Saison régulière                 |
| Type de statistique        | Record           | Adversaire                                      | Date                             |
| -------------------------- | ---------------- | ----------------------------------------------- | -------------------------------- |
| Points                     | 24               | @ Knicks de New York                            | 12 février 2014                  |
| Paniers marqués            | 9                | @ Knicks de New York                            | 12 février 2014                  |
| Paniers tentés             | 15               | Timberwolves du Minnesota Rockets de Houston    | 2 avril 2012 8 avril 2012        |
| Paniers à 3 points réussis | 6                | @ Knicks de New York                            | 12 février 2014                  |
| Paniers à 3 points tentés  | 8                | Nuggets de Denver @ Knicks de New York          | 25 janvier 2012 12 février 2014  |
| Lancers francs réussis     | 8                | Warriors de Golden State                        | 19 décembre 2012                 |
| Lancers francs tentés      | 8                | @ Grizzlies de Memphis Warriors de Golden State | 21 janvier 2012 19 décembre 2012 |
| Rebonds offensifs          | 3                | @ Suns de Phoenix                               | 17 décembre 2012                 |
| Rebonds défensifs          | 5                | @ Rockets de Houston                            | 14 avril 2013                    |
| Rebonds totaux             | 5                | @ Rockets de Houston                            | 14 avril 2013                    |
| Passes décisives           | 6                | Trail Blazers de Portland                       | 13 novembre 2012                 |
| Interceptions              | 3                | @ Clippers de Los Angeles @ Rockets de Houston  | 21 décembre 2012 14 avril 2013   |
| Contres                    | 2                | Hawks d'Atlanta                                 | 2 février 2015                   |
| Balles perdues             | 4                | 3 fois                                          |                                  |
| Minutes jouées             | 37               | Rockets de Houston                              | 8 avril 2012                     |

- Double-double : aucun (au 19/11/2015)
- Triple-double : aucun.

## Palmarès
- Champion de Grèce 2020
- Best Male College Athlete ESPY Award en 2011.
- National college player of the year en 2011.
- Consensus first-team All-American en 2011.
- Meilleur marqueur de la NCAA Division I en 2011.
- Joueur de l'année de la Mountain West Conference en 2011.
- Senior CLASS Award en 2011.
- Third-team All-American – NABC, TSN en 2010.
- Vice-Champion du monde de 3x3 avec Team USA en 2023. (Le 04/06/2023)

## Vie privée
Le 26 août 2011, Fredette annonce ses fiançailles avec la pom-pom girl des Cougars de BYU Whitney Wonnacott sur Twitter. Le 1er juin 2012, ils se marient au Denver Colorado Temple.